# LOVE (SIAM SHADEの曲)
「LOVE」（ラヴ）は、SIAM SHADEの16枚目のシングル。2001年11月28日にリリース。CDジャケットは地球が赤い薔薇に包まれたデザインとなっている。

## 解説
2001年では3枚目のシングル。前作から2ヶ月での発売。表題曲としては初のバラードとなった。C/W曲「Over the rainbow」は、KAZUMAがリードボーカルの楽曲。本作リリースから約4か月後、日本武道館のライブを以て解散した。
累計売上枚数は、約2.2万枚。

## 収録曲
全作詞・作曲・編曲：SIAM SHADE名義。
1. LOVE
2. Over the rainbow

## 収録アルバム
| 曲名             | アルバム                                    | 発売日         | 備考             |
| ---------------- | ------------------------------------------- | -------------- | ---------------- |
| LOVE             | 『SIAM SHADE IX A-side Collection』         | 2002年3月6日   | ベスト・アルバム |
| LOVE             | 『SIAM SHADE X 〜THE PERFECT COLLECTION〜』 | 2002年11月27日 | ボックス・セット |
| Over the rainbow | 『SIAM SHADE VIII B-side Collection』       | 2002年1月30日  | ベスト/アルバム  |
| Over the rainbow | 『SIAM SHADE X 〜THE PERFECT COLLECTION〜』 | 2002年11月27日 | ボックス・セット |